# Ратчинский сельсовет (Оренбургская область)
Ратчинский сельсовет — сельское поселение в Шарлыкском районе Оренбургской области Российской Федерации.
Административный центр — село Ратчино.

## История
9 марта 2005 года в соответствии с законом Оренбургской области № 1919/356-III-ОЗ образовано сельское поселение Ратчинский сельсовет, установлены границы муниципального образования.

## Население
| 2010 | 2012 | 2013 | 2014 | 2015 | 2016 | 2017 |
| ---- | ---- | ---- | ---- | ---- | ---- | ---- |
| 733  | ↘708 | ↘674 | ↘650 | ↘628 | ↘625 | ↘604 |
| 2018 | 2019 | 2020 | 2021 |      |      |      |
| ↘602 | ↘601 | ↘572 | ↘547 |      |      |      |

## Состав сельского поселения
| № | Населённый пункт | Тип населённого пункта       | Население |
| - | ---------------- | ---------------------------- | --------- |
| 1 | Екатериновка     | посёлок                      | 4         |
| 2 | Ратчино          | село, административный центр | 729       |